# لیتل مپلستد
لیتل مپلستد (به انگلیسی: Little Maplestead) یک روستا و محله مدنی در بریتانیا است که در Braintree واقع شده‌است. لیتل مپلستد ۲۹۴ نفر جمعیت دارد.